# آمبر گری
آمبر گری (انگلیسی: Amber Gray؛ زادهٔ ۲ آوریل ۱۹۸۱) بازیگر و خواننده اهل ایالات متحده آمریکا است.
از فیلم‌ها یا برنامه‌های تلویزیونی که وی در آن نقش داشته‌است می‌توان به استاد اشاره کرد.